# 科学技術振興機構
国立研究開発法人科学技術振興機構（かがくぎじゅつしんこうきこう、Japan Science and Technology Agency、略称：JST）は、科学技術振興を目的として設立された文部科学省所管の国立研究開発法人。文部科学省の競争的資金の配分機関の1つ。

## 目的
| 「                                                     | 新技術の創出に資することとなる科学技術（人文科学のみに係るものを除く。）に関する基礎研究、基盤的研究開発、新技術の企業化開発等の業務及び我が国における科学技術情報に関する中枢的機関としての科学技術情報の流通に関する業務その他の科学技術の振興のための基盤の整備に関する業務を総合的に行うことにより、科学技術の振興を図ることを目的とする。 | 」 |
| —国立研究開発法人科学技術振興機構法第4条（機構の目的） | |    |

## 沿革
- 1957年（昭和32年）8月 - 新しく設立なった科学技術庁所管の特殊法人として、日本科学技術情報センター（JICST ジクスト〈Japan Information Center of Science and Technology〉）設立。
- 1961年（昭和36年）7月 - 科学技術庁所管の特殊法人として、新技術事業団（JRDC）設立。
- 1996年（平成8年）10月 - JICSTとJRDCを統合し科学技術振興事業団法によって設立され、科学技術振興事業団となる。
- 2003年（平成15年）10月 - 独立行政法人化し、独立行政法人科学技術振興機構（JST）に改編。
- 2015年（平成27年）4月 - 独立行政法人通則法の改正に伴い、国立研究開発法人に変更。

## 組織及び事業
※役員（令和5年4月1日現在）
- 理事長：橋本和仁
- 運用業務担当理事：喜田昌和
- 理事：次田彰、金子博之、森本茂雄、柴田孝博
- 監事：白木澤佳子、中川清明（非常勤）

大きくはイノベーション創出に向けた「新たな価値を創造するファンディング」、「イノベーションの創出を先導するシンクタンク」、「科学技術と社会をつなぐコミュニケーション」、「科学技術を継続的に発展させる豊かな環境づくり」に分かれている。
- 新たな価値を創造する「ファンディング」：
戦略的創造研究推進事業、新たな価値の共創に向けた産学官連携・スタートアップ創出の推進、未来社会創造事業、低炭素社会実現のための社会シナリオ研究事業、革新的GX技術創出に向けた研究開発の推進、社会技術研究開発センター、創発的研究の支援、ムーンショット型研究開発の推進、国際戦略基盤の強化、先端的な重要技術に係る研究開発の推進、府省連携で取り組む研究開発プログラム、受託事業からなる。
- イノベーションの創出を先導する「シンクタンク」：
研究開発戦略センター（CRDS）、アジア・太平洋総合研究センター（APRC）からなる。
- 科学技術と社会とをつなぐ「コミュニケーション」：

　  社会との対話・協働の深化（日本科学未来館、科学技術・イノベーションと社会の関係深化）からなる。
- 科学技術を継続的に発展させる「豊かな環境づくり」：
多様な人材の育成、国際卓越研究大学における研究等体制強化、研究開発マネジメント人材の育成、SDGs達成への取り組み、情報基盤の強化、大学ファンド、JSTの海外事務所・リエゾンオフィスからなる。

## 具体的な事業
以下の４つに分類される。
- 新たな価値を創造する「ファンディング」

1. 戦略的創造研究推進事業：
CREST、さきがけ、ERATO、ACT-X、ALCA-Next（先端的カーボンニュートラル技術開発）、CRONOS（情報通信科学・イノベーション基盤創出）
2. 新たな価値の共創に向けた産学官連携・スタートアップ創出の推進未来社会創造事業：
共創の場形成支援プログラム、産学共同実用化開発事業、研究成果最適展開視点プログラム、知財活用支援事業、JST研究開発プログラムの知的財産マネジメント強化、大学発新産業創出基金事業、大学発新産業創出プログラム、出資型新事業創出プログラム、研究成果最適展開支援プログラム実装支援（返済型）
3. 未来社会創造事業：
探索加速型、大規模プロジェクト型
4. 低炭素社会実現のための社会シナリオ研究事業：
5. 革新的GX技術創出に向けた研究開発の推進：
革新的GX技術創出事業
6. 社会技術研究開発センター：
社会技術研究開発事業
7. 創発的研究の支援：
創発的研究支援事業、国際戦略分野の若手研究者及び博士後期課程学生の育成事業
8. ムーンショット型研究開発の推進：
ムーンショット型研究開発事業、AIｰENGAGE
9. 国際戦略基盤の強化：
先端国際共同研究推進事業、日ASEAN科学技術・イノベーション協働連携事業、地球規模課題対応国際科学技術協力プログラム、戦略的国際共同研究、AJ-CORE、e-ASIA JRP、EIG CONCERTｰJapan、国際緊急共同研究・調査支援プログラム、Belmont Forum、グローバルな研究開発活動を支える基盤の構築、グローバル・スタートアップ・キャンパス構想における先行研究
10. 先端的な重要技術に係る研究開発の推進：
経済安全保障重要技術育成プログラム
11. 府省連携で取り組む研究開発プログラム：
戦略的イノベーション創造プログラム
12. 受託事業

- イノベーションの創出を先導する「シンクタンク」

1. 研究開発戦略センター（CRDS）
2. アジア・太平洋総合研究センター（APRC）

- 科学技術と社会をつなぐ「コミュニケーション」

1. 社会との対話・協働の深化：
日本科学未来館、科学技術・イノベーションと社会の関係深化

- 科学技術を継続的に発展させる「豊かな環境づくり」

1. 多様な人材の育成：
スーパーサイエンスハイスクール、国際科学技術コンテスト、科学の甲子園・科学の甲子園ジュニア、グローバルサイエンスキャンパス、ジュニアドクター育成塾、次世代科学技術チャレンジプログラム、科学技術イノベーション創出に向けた大学フェローシップ創設事業、さくらサイエンスプログラム、研究公正推進事業、ダイバーシティ推進
2. 国際卓越研究大学における研究等体制強化：
国際卓越研究大学への助成
3. 研究開発マネジメント人材の育成：
プログラムマネージャーの育成・活躍促進プログラム、リサーチ・アドミニストレーター等のマネジメント人材の育成に係る研修
4. 情報基盤の強化：
オープンサイエンスの推進、研究開発活動を支える科学技術情報基盤の強化、J-STAGE、Jxiv、researchmap、JREC-IN PORTAL、ライフサイエンスデータベース統合推進事業
5. 大学ファンド
6. JSTの海外事務所・リエゾンオフィス

## 拠点
- 本部所在地：埼玉県川口市本町4-1-8 川口センタービル
- 事業所：東京都千代田区四番町5-3 サイエンスプラザ（東京本部）、千代田区五番町7K's五番町（東京本部別館）
- 日本科学未来館
- 海外事務所：パリ・ワシントン・シンガポール・北京